# Humberto de la Calle
Humberto de la Calle Lombana, né le 14 juillet 1946 à Manzanares, est un avocat, homme politique et diplomate colombien.

## Biographie
Il est vice-président de Colombie lors du mandat présidentiel d'Ernesto Samper (1994 à 1998).
Il est ambassadeur de la Colombie devant l'Organisation des États américains (OEA) sous le mandat présidentiel de Andres Pastrana (1998-2002). Lors du coup d'État de 2002 au Venezuela, il se positionne en faveur de l'opposition contre le gouvernement de Hugo Chávez.
Entre 2012 et 2016, il est à la tête de l'équipe de négociation du gouvernement lors du processus de paix avec les FARC.
Candidat libéral à l'élection présidentielle de 2018, Humberto De la Calle obtient 2 % des voix à l'issue du premier tour. Il déclare voter blanc au second tour, refusant de soutenir Gustavo Petro, le candidat de la gauche, face à Iván Duque, opposant déclaré aux accords de paix. Le Parti libéral annonce se rallier à ce dernier.
Il est élu sénateur en 2022 sous les couleurs du Parti vert oxygène. Il en est exclu peu après, s'étant brouillé avec Íngrid Betancourt.